# Club Voleibol Leganés
El Club Voleibol Leganés o UC3M Leganés, como se le conoce por motivos de patrocinio, es un equipo de voleibol de Leganés, en la Comunidad de Madrid. Fue fundado en 1974 y actualmente cuenta con el primer equipo masculino en Superliga y el primer equipo femenino en Superliga 2.

## Historia
En 1996 el Club Voleibol Leganés recoge el testigo del Club Municipal de Leganés que englobaba el voleibol, junto con el baloncesto y el balomnano desde 1974. Desde el primer momento, la cantera y la formación de jugadores es su principal vocación, teniendo en casi todos los años de su existencia todas las categorías desde infantil a sénior, tanto masculino como femenino. En 2021 es el club madrileño con mayor número de deportistas, técnicos y masa social. Cuenta con más de quinientos deportistas, de todas las edades, a partir de 5 años, hasta veteranos y escuela de adultos.

### Ascenso y consolidación en Superliga 2
El club consiguió el ascenso a Superliga 2 Femenina en el año 2012. Tras un conseguir un subcampeonato en la Liga FEV, entonces división de bronce del voleibol español, el equipo dirigido por Antonio Vos consiguió llegar, por fin, a la división de plata.
Este hito para el club supuso una transformación de la estructura interna del club, así como de la plantilla y el cuerpo técnico. El equipo sufrió una profesionalización paulatina cada vez más visible pasando de disputar las cuatro primeras temporadas con el objetivo de mantener la categoría a poder mirar la competición con más calma. Fue desde la temporada 2016-2017 cuando el equipo ocupó la zona noble de la tabla. Estando en constante pugna con los equipos punteros de la clasificación, las jugadoras se fueron curtiendo año tras año hasta formar un bloque que pudiera competir por aspirar a ascender a Superliga Femenina de Voleibol.
Ya con siete temporadas en la segunda máxima categoría nacional, fue en la octava en la que el equipo dio un pasito más. Las jugadoras dirigidas por Carlos Martínez Gascueña consiguieron realizar la mejor temporada del club hasta la fecha en dicha división. Una tercera posición que les dejaba muy cerca de disputar la fase de ascenso.

### El ascenso a la Liga Iberdrola
Debido a la renuncia del Vóley Playa Madrid, la plaza por competir entre las mejores la obtuvo el Club Voleibol Leganés. Así fue como el club consiguió por primera vez disputar la Liga Iberdrola en la temporada 2021-22.
Conseguido el ascenso, había que conformar una plantilla que fuera capaz de competir contra las mejores. Con esas premisas se nombró primer entrenador a Ildefonso García. Además, también se apostó por el regreso de la canterana Inés Villa a la que se le dieron galones de capitana o el de Sara Garcinuño, así como los fichajes de Lúa Bovio, Laura Villasante, Aurora Tur, Omy Perdomo, Meriyén Serrano, Emily Borrell y Thalía Moreno. Unas jugadoras que junto a las que ya estaban en el club, tenían el objetivo de mantener al club en Liga Iberdrola.
El equipo debutó en la máxima categoría el 2 de octubre de 2021 ante el DSV Sant Cugat. El partido se resolvió con una derrota para las pepineras en el Pabellón Europa, pero se plantó el germen de un equipo que iría mejorando poco a poco hasta conseguir ser competitivo. Un camino que les llevó a conseguir la primera victoria de la historia del club en Liga Iberdrola. Fue un 20 de noviembre de 2021 ante el Barça CVB en un partido impecable que terminó 3-0 y donde la felicidad imbadió el Pabellón Europa.

### De las chicas a los chicos: el ascenso a Superliga
Tras varias campañas intentándolo con sus dos primeros equipos, finalmente iba a llegar la temporada 2024-25 donde se iban a conseguir los dos primeros títulos nacionales en la historia del club. Primero, con la consecución de la primera Copa Princesa a las órdenes de Ildefonso García y en un apretado 3-2 frente al Guía CDV. Un resultado que después iba a repetir el equipo masculino dirigido por Álvaro Tejero San José que iba a cerrar una fase final de Superliga 2 Masculina que se disputó en el Pabellón Europa de Leganés y donde una victoria ante el Arona Playa de los Cristianos (3-1) les iba a dar el ascenso a Superliga y el acceso a la final. Un partido donde el opuesto colombiano Samy Soto realizó la friolera de 44 puntos para coronarse MVP y llevar a su equipo hasta la consecución del primer título de Superliga 2 Masculina.

## Pabellón

### Pabellón Europa
El Primer Equipo femenino del Club Voleibol Leganés disputa sus partidos en el Pabellón Municipal Europa de Leganés o más conocido como "Europa". Situado en el barrio de 'El Carrascal' de la ciudad de Leganés. Tiene una capacidad de 4.254 espectadores sentados en su pista principal donde está situado el campo de voleibol. El recinto está cubierto y perfectamente aclimatado para los partidos en invierno. Aquí también se juegan algunos partidos de la cantera debido a la posibilidad de multipista.
Además, en este pabellón se han llevado a cabo la disputa de la Copas del Rey o la Copa de la Reina, ambas en 2017. También ha servido para disputar compromisos internacionales de la Selección española de voleibol en partidos clasificatorios para campeonatos de Europa y del Mundo, además de serlo en la Liga Mundial y la Liga Europea.

### Pabellón Emilia Pardo Bazán
El Primer Equipo masculino y femenino del Club Voleibol Leganés disputaba sus partidos en el Pabellón Emilia Pardo Bazán de Leganés o más conocido como "Pardo Bazán". Situado en el barrio de 'El Carrascal' de la ciudad de Leganés. Tiene una capacidad de 300 espectadores sentados. Es una pista de taraflex donde ahora se llevan a cabo los partidos de la cantera.
El recinto ha albergado también la Copa del Príncipe en 2018.

## Entrenadores

### Primer equipo femenino
| País   | Entrenador                  | Temporadas  |
| ------ | --------------------------- | ----------- |
| España | Fide Prieto                 | ¿? - 2006   |
| España | Luís Bello Posada           | 2006 - 2007 |
| España | Juan Antonio García         | 2007 - 2010 |
| España | Antonio Vos Saz             | 2010 - 2014 |
| España | Domingo Pozuelo             | 2014 - 2016 |
| España | Román Ginés Almendros Mateo | 2016        |
| España | Marcos López-Aguado Sánchez | 2017        |
| España | Marta Ballesteros Manzano   | 2017 - 2020 |
| España | Carlos Martínez Gascueña    | 2020 - 2021 |
| España | Ildefonso García Calleja    | 2021 - Act. |

### Primer equipo masculino
| País   | Entrenador               | Temporadas  |
| ------ | ------------------------ | ----------- |
| España | Ildefonso García Calleja | 2010 - 2021 |
| España | Carlos Martínez Gascueña | 2021 - 2022 |
| España | Álvaro Tejero San José   | 2022 - Act. |

## Palmarés

### Primer equipo femenino
Nota: en negrita competiciones vigentes en la actualidad.
| Competición nacional | Títulos | Subcampeonatos |
| -------------------- | ------- | -------------- |
| Liga FEV (0/1)       |         | 2011-12.       |
| Copa Princesa (1/0)  | 2025.   |                |

| Competición autonómica         | Títulos      | Subcampeonatos     |
| ------------------------------ | ------------ | ------------------ |
| Copa Comunidad de Madrid (2/3) | 2021 y 2022. | 2012, 2019 y 2024. |

### Primer equipo masculino
Nota: en negrita competiciones vigentes en la actualidad.
| Competición nacional | Títulos  | Subcampeonatos |
| -------------------- | -------- | -------------- |
| Superliga 2 (1/0)    | 2024-25. |                |
| Copa Príncipe (0/2)  |          | 2018 y 2024.   |

| Competición autonómica         | Títulos                                       | Subcampeonatos           |
| ------------------------------ | --------------------------------------------- | ------------------------ |
| Copa Comunidad de Madrid (6/4) | 2016, 2017, 2018, 2019, 2023 y 2024. (Récord) | 2011, 2015, 2021 y 2022. |